# Хакусима (станция)
Станция Хокусима (яп. 白島駅 Хокусима эки) — железнодорожная станция на линии Астрам-лайн расположенная в районе Нака, Хиросима. Островная, эстакадная крытая станция, с одной платформой. Станция была открыта 20 августа 1994 года. На станции установлены платформенные раздвижные двери.

## История
Открыта 20 августа 1994 года.

## Близлежащие станции
| «            |  | Линия             |  | »     |
| ------------ |  | ----------------- |  | ----- |
| Син-Хакусима |  | Линия Астрам-лайн |  | Усита |